# Sally Preininger
Sally Christian Preininger (* 3. Jänner 1996 in Graz) ist ein österreichischer Fußballspieler.

## Karriere
Preininger begann seine Karriere in seiner Heimatstadt beim SK Sturm Graz, bei dem er auch in den Akademien spielte. Im September 2013 spielte er erstmals für die Zweitmannschaft in der Regionalliga. Im Jänner 2015 wurde er an den Landesligisten SC Fürstenfeld verliehen.
Zur Saison 2015/16 wechselte Preininger zum Regionalligisten SV Horn. Mit den Hornern konnte er in jener Saison Meister der Regionalliga Ost werden und somit in den Profifußball aufsteigen. Sein Debüt in der zweiten Liga gab er am vierten Spieltag der Saison 2016/17 gegen den FC Blau-Weiß Linz, als er in Minute 82 für Shōta Sakaki eingewechselt wurde.
Zu Saisonende musste er mit Horn wieder aus der zweiten Liga absteigen. Allerdings konnte man 2018 direkt wieder in die 2. Liga aufsteigen. Nach der Saison 2018/19 verließ er Horn und wechselte zum Regionalligisten SC Kalsdorf. Nach dem Abbruch der Saison 2019/20 aufgrund der COVID-19-Pandemie tat sich für Preininger ein weiterer Vereinswechsel auf, woraufhin er im Sommer 2020 zum burgenländischen Landesligisten UFC Markt Allhau wechselte. Für Markt Allhau absolvierte er in zweieinhalb Jahren 40 Partien in der Burgenlandliga.
Im Jänner 2023 schloss Preininger sich dem Regionalligisten SV Allerheiligen an.